# Maurice Richard Trophy
Maurice „Rocket” Richard Trophy, znana też jako Maurice Richard Trophy – przechodnie trofeum indywidualne przyznawane w National Hockey League (NHL) zawodnikowi, który w sezonie zasadniczym zdobył największą liczbę bramek. Została ufundowana przez drużynę Montreal Canadiens w sezonie 1998/1999. Nagroda wzięła swoją nazwę od legendarnego zawodnika Montreal Canadiens – skrzydłowego Maurice’a Richarda, który nosił pseudonim Rocket. Pierwszym zdobywcą trofeum był Fin Teemu Selänne, prawoskrzydłowy Anaheim Ducks. Dotychczas zostało przyznane 29 razy i uhonorowano w ten sposób 15 różnych zawodników. Obecnym posiadaczem tej nagrody jest Auston Matthews, grający w drużynie Toronto Maple Leafs.

## Historia
Maurice „Rocket” Richard Trophy zostało podarowane przez drużynę Montreal Canadiens w 1999 roku, a po raz pierwszy przyznano je w sezonie 1998/1999. Jest to jedna z najnowszych nagród ligi NHL. Jej nazwa pochodzi od legendarnego skrzydłowego Maurice’a Richarda, który rozegrał osiemnaście sezonów w drużynie Canadiens. Jako pierwszy zawodnik w historii NHL pięciokrotnie zostawał królem strzelców i jako pierwszy osiągnął pułap 500 bramek w lidze. W sezonie 1944/1945 został pierwszym zawodnikiem ligi NHL, który w ciągu sezonu zdobył 50 bramek w 50 meczach, później niewielu hokeistów dokonało tego wyczynu. Natomiast w sezonie 1954/1955 zdobył tytułu króla strzelców razem z dwoma innymi zawodnikami.
Pomimo tego, że najskuteczniejszy zawodnik ligi NHL sezonu zasadniczego zazwyczaj zdobywa również Hart Memorial Trophy dla najbardziej wartościowego zawodnika ligi, to jedynie Aleksandr Owieczkin i Corey Perry zdobyli obydwie nagrody oraz Maurice Richard Trophy w jednym sezonie. Owieczkin otrzymał je dwukrotnie, w sezonie 2007/2008 i 2008/2009.
W porównaniu do zdobywcy Art Ross Trophy, Richard Trophy może zdobyć kilku zawodników bez ustalania dodatkowej kolejności. W rezultacie możliwe jest, że kilku graczy dzieli tytuł w tym samym roku. Tak było w sezonie 2003/2004, kiedy to nagrodę uzyskali Jarome Iginla, Ilja Kowalczuk i Rick Nash. Po raz drugi taka sytuacja miała miejsce w sezonie 2009/2010, kiedy to Sidney Crosby i Steven Stamkos zdobyli po 51 bramek. Rick Nash jest najmłodszym zawodnikiem, który sięgnął po to trofeum w wieku 19 lat w sezonie 2003/2004. Dziewięć razy nagrodę otrzymał Rosjanin Aleksandr Owieczkin, trzykrotnie zdobywał ją Auston Matthews, dwukrotnie zaś Pawieł Bure oraz Kanadyjczycy Jarome Iginla, Steven Stamkos i Sidney Crosby.

## Lista nagrodzonych
Legenda
     Zawodnik aktywny

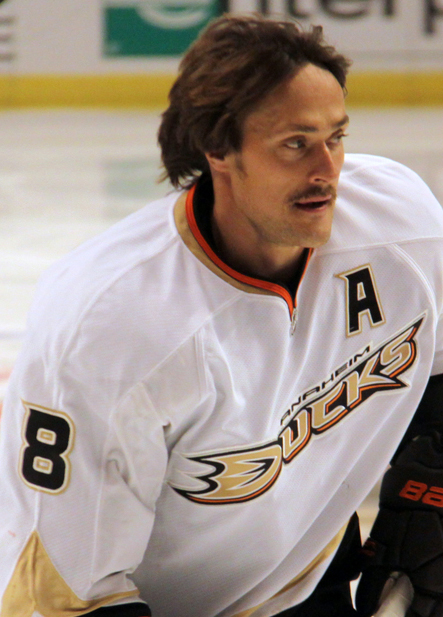
Teemu Selänne – pierwszy wyróżniony nagrodą

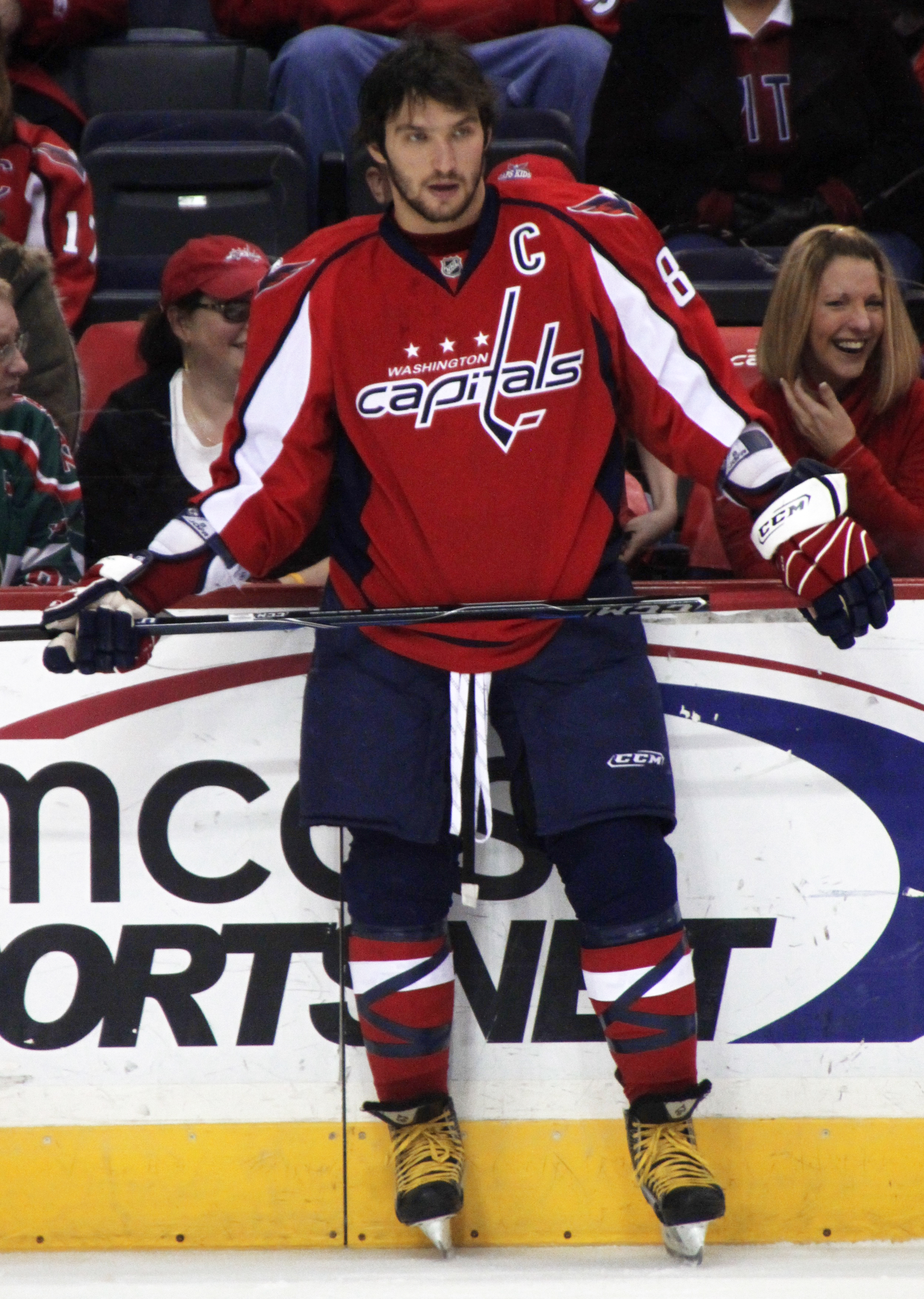
Aleksandr Owieczkin – czterokrotny zdobywca trofeum

(#) Zwycięzca klasyfikacji królów strzelców przed ustanowieniem nagrody
| Sezon     | Zwycięzca                               | Drużyna                                 | Bramki                                  | Mecze                                   | #                                       |
| --------- | --------------------------------------- | --------------------------------------- | --------------------------------------- | --------------------------------------- | --------------------------------------- |
| 1998/1999 | Teemu Selänne                           | Mighty Ducks of Anaheim                 | 47                                      | 75                                      | 1 (3)                                   |
| 1999/2000 | Pawieł Bure                             | Florida Panthers                        | 58                                      | 74                                      | 1 (2)                                   |
| 2000/2001 | Pawieł Bure                             | Florida Panthers                        | 59                                      | 82                                      | 2 (3)                                   |
| 2001/2002 | Jarome Iginla                           | Calgary Flames                          | 52                                      | 82                                      | 1                                       |
| 2002/2003 | Milan Hejduk                            | Colorado Avalanche                      | 50                                      | 82                                      | 1                                       |
| 2003/2004 | Jarome Iginla                           | Calgary Flames                          | 41                                      | 82                                      | 2                                       |
| 2003/2004 | Ilja Kowalczuk                          | Atlanta Thrashers                       | 41                                      | 82                                      | 1                                       |
| 2003/2004 | Rick Nash                               | Columbus Blue Jackets                   | 41                                      | 81                                      | 1                                       |
| 2004/2005 | Nagrody nie przyznano z powodu lockoutu | Nagrody nie przyznano z powodu lockoutu | Nagrody nie przyznano z powodu lockoutu | Nagrody nie przyznano z powodu lockoutu | Nagrody nie przyznano z powodu lockoutu |
| 2005/2006 | Jonathan Cheechoo                       | San Jose Sharks                         | 56                                      | 82                                      | 1                                       |
| 2006/2007 | Vincent Lecavalier                      | Tampa Bay Lightning                     | 52                                      | 82                                      | 1                                       |
| 2007/2008 | Aleksandr Owieczkin                     | Washington Capitals                     | 65                                      | 82                                      | 1                                       |
| 2008/2009 | Aleksandr Owieczkin                     | Washington Capitals                     | 56                                      | 79                                      | 2                                       |
| 2009/2010 | Sidney Crosby                           | Pittsburgh Penguins                     | 51                                      | 81                                      | 1                                       |
| 2009/2010 | Steven Stamkos                          | Tampa Bay Lightning                     | 51                                      | 82                                      | 1                                       |
| 2010/2011 | Corey Perry                             | Anaheim Ducks                           | 50                                      | 82                                      | 1                                       |
| 2011/2012 | Steven Stamkos                          | Tampa Bay Lightning                     | 60                                      | 82                                      | 2                                       |
| 2012/2013 | Aleksandr Owieczkin                     | Washington Capitals                     | 32                                      | 48                                      | 3                                       |
| 2013/2014 | Aleksandr Owieczkin                     | Washington Capitals                     | 51                                      | 78                                      | 4                                       |
| 2014/2015 | Aleksandr Owieczkin                     | Washington Capitals                     | 53                                      | 81                                      | 5                                       |
| 2015/2016 | Aleksandr Owieczkin                     | Washington Capitals                     | 50                                      | 79                                      | 6                                       |
| 2016/2017 | Sidney Crosby                           | Pittsburgh Penguins                     | 44                                      | 75                                      | 2                                       |
| 2017/2018 | Aleksandr Owieczkin                     | Washington Capitals                     | 49                                      | 82                                      | 7                                       |
| 2018/2019 | Aleksandr Owieczkin                     | Washington Capitals                     | 51                                      | 81                                      | 8                                       |
| 2019/2020 | Aleksandr Owieczkin                     | Washington Capitals                     | 48                                      | 68                                      | 9                                       |
| 2019/2020 | David Pastrňák                          | Boston Bruins                           | 48                                      | 70                                      | 1                                       |
| 2020/2021 | Auston Matthews                         | Toronto Maple Leafs                     | 41                                      | 52                                      | 1                                       |
| 2021/2022 | Auston Matthews                         | Toronto Maple Leafs                     | 60                                      | 73                                      | 2                                       |
| 2022/2023 | Connor McDavid                          | Edmonton Oilers                         | 64                                      | 82                                      | 1                                       |
| 2023/2024 | Auston Matthews                         | Toronto Maple Leafs                     | 69                                      | 81                                      | 3                                       |